# Villegenon
Villegenon est une commune française située dans le département du Cher, en région Centre-Val de Loire.

## Géographie

### Climat
Pour des articles plus généraux, voir Climat du Centre-Val de Loire et Climat du Cher.
En 2010, le climat de la commune est de type climat océanique dégradé des plaines du Centre et du Nord, selon une étude du CNRS s'appuyant sur une série de données couvrant la période 1971-2000. En 2020, Météo-France publie une typologie des climats de la France métropolitaine dans laquelle la commune est exposée à un climat océanique altéré et est dans la région climatique  Centre et contreforts nord du Massif Central, caractérisée par un air sec en été et un bon ensoleillement. 
Pour la période 1971-2000, la température annuelle moyenne est de 11 °C, avec une amplitude thermique annuelle de 16,1 °C. Le cumul annuel moyen de précipitations est de 862 mm, avec 11,5 jours de précipitations en janvier et 7,2 jours en juillet. Pour la période 1991-2020, la température moyenne annuelle observée sur la station météorologique la plus proche, située sur la commune de Vailly-sur-Sauldre à 5 km à vol d'oiseau, est de 11,3 °C et le cumul annuel moyen de précipitations est de 792,8 mm,. Pour l'avenir, les paramètres climatiques de la commune estimés pour 2050 selon différents scénarios d'émission de gaz à effet de serre sont consultables sur un site dédié publié par Météo-France en novembre 2022.
| Mois                                  | jan.            | fév.             | mars           | avril         | mai           | juin          | jui.           | août         | sep.            | oct.            | nov.             | déc.             | année    |
| ------------------------------------- | --------------- | ---------------- | -------------- | ------------- | ------------- | ------------- | -------------- | ------------ | --------------- | --------------- | ---------------- | ---------------- | -------- |
| Température minimale moyenne (°C)     | 0,4             | −0,2             | 1,6            | 3,4           | 7,4           | 10,9          | 12,5           | 12,1         | 8,5             | 6,7             | 3,2              | 1                | 5,6      |
| Température moyenne (°C)              | 3,7             | 4,2              | 7,4            | 10,1          | 14            | 17,7          | 19,8           | 19,5         | 15,4            | 11,8            | 7,1              | 4,3              | 11,3     |
| Température maximale moyenne (°C)     | 7,1             | 8,7              | 13,2           | 16,8          | 20,7          | 24,4          | 27,1           | 26,9         | 22,4            | 17              | 11               | 7,6              | 16,9     |
| Record de froid (°C) date du record   | −22 16.01.1985  | −18,5 22.02.1986 | −13,5 01.03.05 | −7,4 09.04.03 | −3 07.05.1979 | −1 05.06.1991 | 2,3 04.07.1984 | 1 31.08.1986 | −1,5 21.09.1978 | −7,5 31.10.1997 | −11,5 24.11.1998 | −19,5 31.12.1985 | −22 1985 |
| Record de chaleur (°C) date du record | 17,6 05.01.1999 | 22,5 27.02.19    | 26,2 31.03.21  | 30 20.04.18   | 32,5 28.05.17 | 40 27.06.11   | 42 24.07.19    | 41 06.08.03  | 36 14.09.20     | 30,7 01.10.1985 | 23,2 08.11.15    | 19,8 16.12.1989  | 42 2019  |
| Précipitations (mm)                   | 70              | 60,1             | 58,2           | 61,5          | 71,3          | 56            | 61,9           | 60,1         | 60,3            | 75,2            | 76,8             | 81,4             | 792,8    |

## Urbanisme

### Typologie
Au 1er janvier 2024, Villegenon est catégorisée commune rurale à habitat très dispersé, selon la nouvelle grille communale de densité à 7 niveaux définie par l'Insee en 2022.
Elle est située hors unité urbaine. Par ailleurs la commune fait partie de l'aire d'attraction d'Aubigny-sur-Nère, dont elle est une commune de la couronne,. Cette aire, qui regroupe 16 communes, est catégorisée dans les aires de moins de 50 000 habitants,.

### Occupation des sols
L'occupation des sols de la commune, telle qu'elle ressort de la base de données européenne d’occupation biophysique des sols Corine Land Cover (CLC), est marquée par l'importance des territoires agricoles (62,2 % en 2018), une proportion sensiblement équivalente à celle de 1990 (62,1 %). La répartition détaillée en 2018 est la suivante : 
forêts (37,8 %), terres arables (34,5 %), prairies (21 %), zones agricoles hétérogènes (6,7 %).
L'évolution de l’occupation des sols de la commune et de ses infrastructures peut être observée sur les différentes représentations cartographiques du territoire : la carte de Cassini (XVIIIe siècle), la carte d'état-major (1820-1866) et les cartes ou photos aériennes de l'IGN pour la période actuelle (1950 à aujourd'hui).

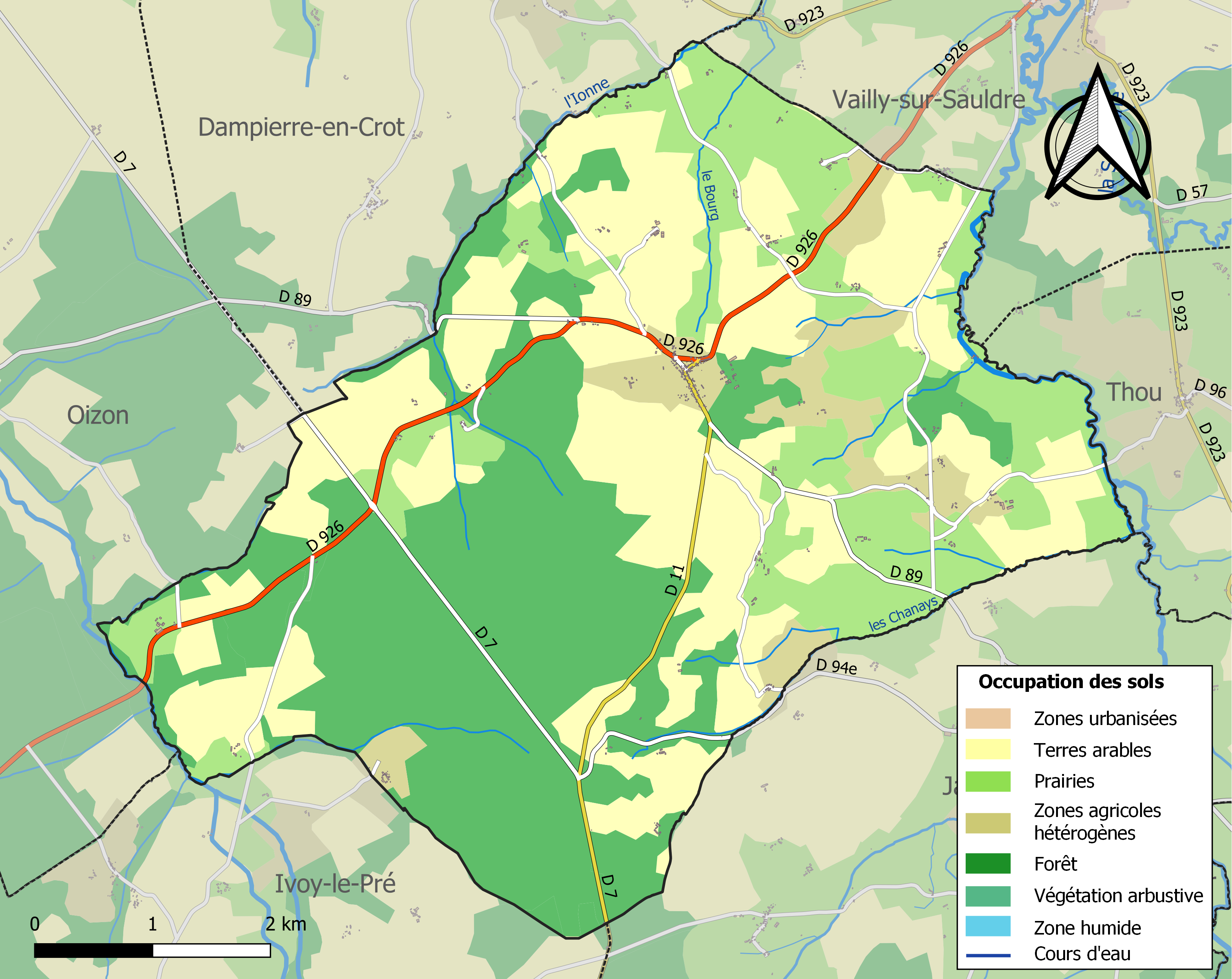
Carte des infrastructures et de l'occupation des sols de la commune en 2018 (CLC).

### Risques majeurs
Le territoire de la commune de Villegenon est vulnérable à différents aléas naturels : météorologiques (tempête, orage, neige, grand froid, canicule ou sécheresse) et séisme (sismicité très faible). Un site publié par le BRGM permet d'évaluer simplement et rapidement les risques d'un bien localisé soit par son adresse soit par le numéro de sa parcelle.

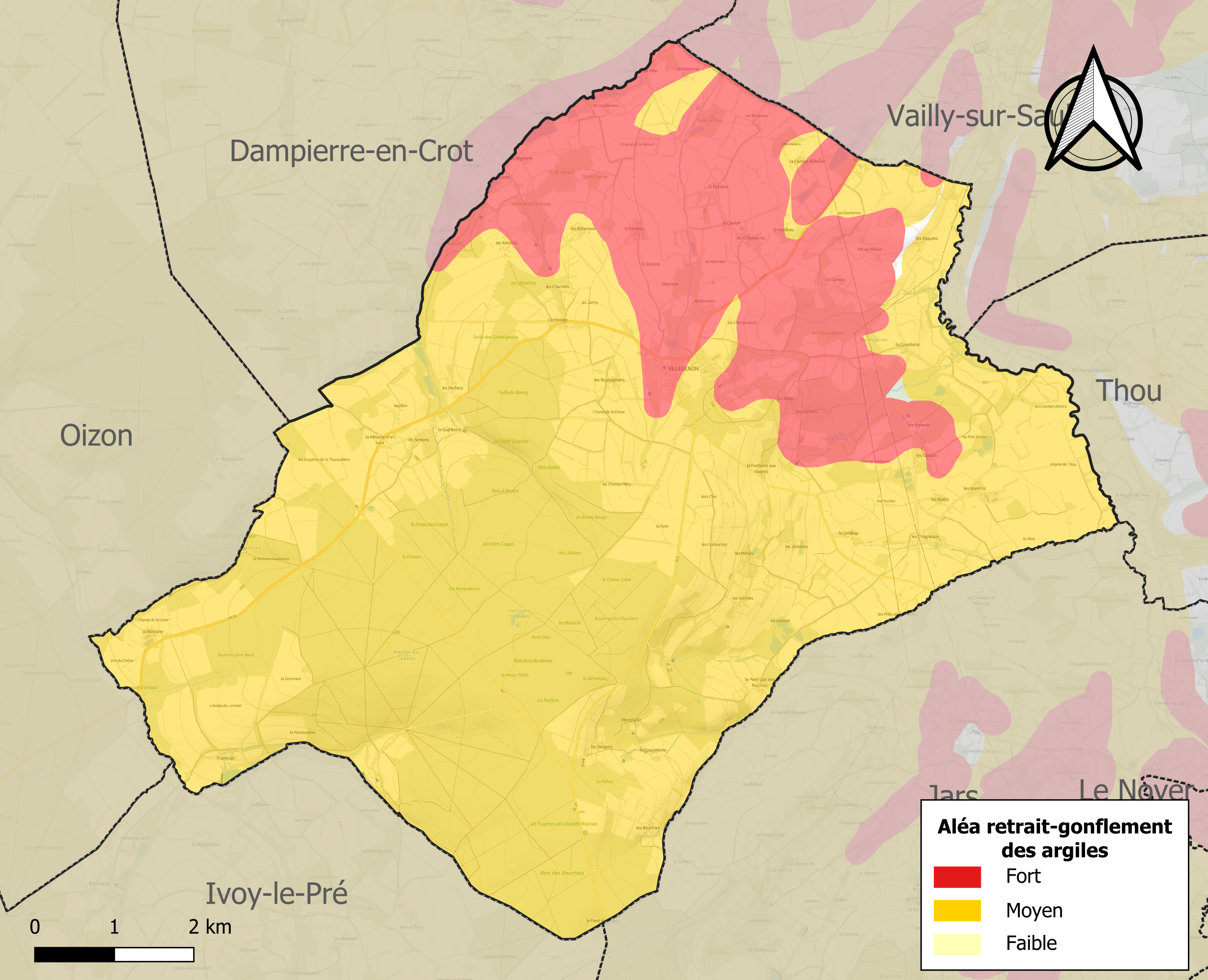
Carte des zones d'aléa retrait-gonflement des sols argileux de Villegenon.

Le retrait-gonflement des sols argileux est susceptible d'engendrer des dommages importants aux bâtiments en cas d’alternance de périodes de sécheresse et de pluie. 99,8 % de la superficie communale est en aléa moyen ou fort (90 % au niveau départemental et 48,5 % au niveau national). Sur les 178 bâtiments dénombrés sur la commune en 2019, 178 sont en aléa moyen ou fort, soit 100 %, à comparer aux 83 % au niveau départemental et 54 % au niveau national. Une cartographie de l'exposition du territoire national au retrait gonflement des sols argileux est disponible sur le site du BRGM,.
Concernant les mouvements de terrains, la commune a été reconnue en état de catastrophe naturelle au titre des dommages causés par la sécheresse en 2003 et 2018 et par des mouvements de terrain en 1999.

## Toponymie
Villegenon est issu du bas-latin Villam Genulfi. Villa = domaine rural, et Genulfus, issu de Genouph, nom de personne d’origine germanique, avec attraction de la finale des noms en o-onis.. Formes anciennes du nom : Villa Genum (1145) ; Villa Genonis (1146, 1155, 1165) ; Villa Genou (1240) ; Villa Genulphi (1276) ; Villa Genon (1288) ; Villa Genu (1397) ; Villegenoul (1472) ; Villegenoulx (1532) ; Villegenon (1567, 1788, Cassini). Notons aussi qu'à Villegenon il y a 5000 ans, au néolithique, le silex est la richesse locale et un atelier de taille de la pierre a fonctionné longtemps. Les silex taillés et polis servent de monnaie d'échange et on en trouve encore de nos jours. "Un champ à sol liliceux du parc de Villegenon, à la famille de Bonneau, présente à foison des silex taillés par la main des hommes" (Buhot de Kersers, 1870). https://les-noms-de-lieux-de-vailly-sur-sauldre.e-monsite.com/

## Politique et administration
| Période                                  | Période  | Identité         | Étiquette | Qualité                     |
| ---------------------------------------- | -------- | ---------------- | --------- | --------------------------- |
| Les données manquantes sont à compléter. |          |                  |           |                             |
| maire en 1830                            | ?        | M. de Bonnault   |           | Conseiller d'arrondissement |
| mars 1977                                | mai 2020 | Pierre Rabineau  |           | Retraité de l'enseignement  |
| mai 2020                                 | En cours | Michel Katitsch, |           | Commerçant                  |

## Démographie
L'évolution du nombre d'habitants est connue à travers les recensements de la population effectués dans la commune depuis 1793. Pour les communes de moins de 10 000 habitants, une enquête de recensement portant sur toute la population est réalisée tous les cinq ans, les populations de référence des années intermédiaires étant quant à elles estimées par interpolation ou extrapolation. Pour la commune, le premier recensement exhaustif entrant dans le cadre du nouveau dispositif a été réalisé en 2005.

En 2022, la commune comptait 215 habitants, en évolution de −1,83 % par rapport à 2016 (Cher : −2,48 %, France hors Mayotte : +2,11 %).
| 1793 | 1800 | 1806 | 1821 | 1831 | 1836 | 1841 | 1846 | 1851 |
| ---- | ---- | ---- | ---- | ---- | ---- | ---- | ---- | ---- |
| 808  | 808  | 927  | 802  | 726  | 845  | 839  | 844  | 869  |

| 1856 | 1861 | 1866 | 1872 | 1876 | 1881 | 1886 | 1891 | 1896 |
| ---- | ---- | ---- | ---- | ---- | ---- | ---- | ---- | ---- |
| 810  | 881  | 873  | 869  | 831  | 832  | 825  | 846  | 821  |

| 1901 | 1906 | 1911 | 1921 | 1926 | 1931 | 1936 | 1946 | 1954 |
| ---- | ---- | ---- | ---- | ---- | ---- | ---- | ---- | ---- |
| 774  | 763  | 723  | 692  | 643  | 593  | 563  | 526  | 485  |

| 1962 | 1968 | 1975 | 1982 | 1990 | 1999 | 2005 | 2006 | 2010 |
| ---- | ---- | ---- | ---- | ---- | ---- | ---- | ---- | ---- |
| 473  | 403  | 327  | 271  | 260  | 245  | 228  | 227  | 237  |

| 2015 | 2020 | 2022 | - | - | - | - | - | - |
| ---- | ---- | ---- | - | - | - | - | - | - |
| 220  | 212  | 215  | - | - | - | - | - | - |

## Culture locale et patrimoine

### Lieux et monuments
- L’église Saint-Georges de Villegenon, datant de la fin du XVe siècle et du XVIIIe siècle, est inscrite sur l’inventaire supplémentaire des monuments historiques par l'arrêté du 22 mars 1930.